# Telly Savalas
Telly Savalas (21. ledna 1922 Garden City, New York – 22. ledna 1994 Universal City, Kalifornie) byl americký novinář, zpěvák, herec, režisér a producent řeckého původu. Mezi jeho nejznámější role patří Theo Kojak z amerického televizního seriálu Kojak z roku 1973.

## Život a vojenská služba
Pocházel z rodiny řeckých přistěhovalců, jeho tatínek Nick Savalas byl obchodník a majitel restaurace a maminka Christina, rozená Kapsaus, byla výtvarnice.
Aristotelis „Telly“ Savalas měl bratry: Teddy, Telly, Gus a George.
Savalas zpočátku mluvil pouze řecky, až v základní škole se naučil anglicky. Po absolvování střední školy pracoval jako plavčík na pláži. Při jedné příležitosti se mu však nedařilo zachránit otce rodiny před utopením. Když se pokusil o resuscitaci, obě mužovy děti stály přitom poblíž a volaly na otce, aby se probudil. Tato událost natolik zasáhla Savalase, že po zbytek svého života byl propagátorem bezpečného plavání a zajistil, že všechny jeho děti chodily na hodiny plavání.
V roce 1941 krátce po začátku studia na Columbia University School of General byl Savalas povolán do americké armády. Od roku 1941 do roku 1943 sloužil Aristotelis Savalas ve Fort Pickett ve Virginii. V roce 1943 byl propuštěn z armády s hodností desátníka poté, co byl těžce zraněn při dopravní nehodě. Savalas strávil více než rok zotavováním v nemocnici se zlomeninou pánve a poraněným kotníkem a po zranění byl vyznamenán purpurovým srdcem.

## Kariéra
Po válce vystudoval psychologii na Kolumbijské univerzitě, po absolutoriu úspěšně pracoval nejprve jako státní úředník na Ministerstvu vnitra. V druhé polovině padesátých let 20. století pracoval pro televizní stanici ABC jako režisér a produkční televizního zpravodajství.
Poté pracoval jako divadelní režisér, jakožto herec začal hrát až koncem 50. let, v televizi se objevil poprvé teprve až v roce 1959 ve věku 35 let, kdy hrál řeckého soudce. V roce 1965 si zahrál ve snímku Největší příběh všech dob, kdy si pro roli Piláta Pontského musel oholit hlavu. Tato image se mu zalíbila natolik, že holohlavý zůstal až do konce svého života.
Díky svému zjevu často hrál různé dobrodruhy, lidi na okraji společnosti a psychopaty jako např. Ernst Stavros Blofeld v šesté bondovce V tajné službě Jejího Veličenstva.
Poručíka Theodora „Theo“ Kojaka hrál poprvé hrál v televizním filmu Marcus – Nelson Murders (CBS, 1973), který byl natočen podle skutečného případu vraždění. Kojak je holohlavý detektiv z New Yorku se slabostí pro lízátka.
Savalas vystudoval psychologii a byl světovým pokerovým hráčem, který skončil v pořadí jako 21. na hlavní akci v roce 1992 World Series of Poker. Byl to také motocyklový závodník. Mezi jeho další záliby a zájmy patřil golf, plavání, čtení romantických knih, sledování fotbalu, cestování, sběr luxusních aut a hazard. Miloval dostihy a vlastnil dostihového koně společně s filmovým režisérem a producentem Howardem W. Kochem.
Měl menší fyzické postižení v tom, že jeho levý ukazováček byl zdeformován.
Zemřel 22. ledna 1994, jen jeden den po svých 72. narozeninách, na komplikace rakoviny močového měchýře a prostaty v hotelu Sheraton v Universal City, v Kalifornii.

## Diskografie, LP desky
- 1974 Telly
- 1976 Who Loves Ya, Baby